# Монастырь Игнатия Богоносца
Мона́стырь Игна́тия Богоно́сца — бывший пещерный монастырь Русской православной церкви, расположенный близ города Валуйки в Яблоновском сельском поселении Белгородской области, от которого монастырь отделяет река Оскол. В настоящее время монашеская жизнь в монастыре отсутствует.

## История
По указу царя Михаила Фёдоровича в 1613 году началось создание святой обители. Хотя есть мнение, что первые пещеры появились ещё в VI—VII веках. До наших дней сохранились немного информации об этом памятники истории. Документальные источники свидетельствуют о том, что в 1897 году в связи с неудовлетворительным состоянием ряда подземных галерей был проведён комплекс восстановительных работ. Наиболее опасные места стен и потолка пещер были укреплены, образовавшиеся трещины и щели заделаны штукатуркой.
В 1913 году была проведена реконструкция пещерного комплекса. На вершине меловой горы был построен храм Игнатия Богоносца. В это время пещерный монастырь представлял собой комплекс из надземного скита, где в летнее время пребывало до 10 человек монашеской братии; часовни при входе в пещеры и пещерного храма во имя Святого Игнатия Богоносца, являвшегося главным сооружением монастыря.
Пещерный монастырь Игнатия Богоносца расположен в глубине пещер, вырытых в меловой горе, и которому с верхнего входа ведут более 100 ступеней. Согласно письменным источникам, «пещеры расположены на протяжении более 300 сажен, находятся приблизительно на высоте около 50 сажен выше уровня воды в реке. Ширина вырытых пещер 5 четвертей, а высота — 4 аршина». Таким образом, протяженность пещер составляла более 650 метров на высоте свыше 100 метров над уровнем реки Оскол.
Деревянная церковь над пещерным храмом простояла недолго. В конце 20—30-х годов XX века монастырь был разграблен.
После Великой Отечественной войны 4 входа в пещеры монастыря были взорваны боеприпасами, найденными на территории Валуйского района.
В июне 2005 года по распоряжению губернатора Белгородской области Евгения Савченко началось восстановление пещер монастыря Игнатия Богоносца. Тяжёлую работу по расчистке входов в подземелье от мусора и завалов была проведена силами энтузиастов Старооскольских и Белгородских поисковиков, членов клуба «Поиск». В настоящее время территория возле монастыря полностью благоустроена: оборудованы подъездные пути к монастырю, парковка, сделаны аллеи. На вершине меловой горы, под которой расположен подземный комплекс, как и раньше, воздвигнут деревянный храм.
Официальное открытие восстановленного историко-культурного комплекса «Пещерный монастырь Игнатия Богоносца» состоялось 22 сентября 2007 года.
На сегодняшний день восстановлена значительная часть подземных галерей, проведено освещение. Открыто два из четырёх входов в храм.